# Andy Vila
Andrea Laura Vila Pereira, más conocida como Andy Vila, (Montevideo, 30 de enero de 1987) es una actriz, modelo y comunicadora uruguaya.

## Biografía
Andrea Vila nació el 30 de enero del año 1987 en la capital de Uruguay, Montevideo. Cursó sus estudios secundarios en la Escuela y Liceo Elbio Fernández. A sus 7 años, comenzó a concurrir a clases de teatro. Sus primeros trabajos fueron en publicidades, desfiles y campañas de fotos. 
A los 18 años concurrió a su primer casting, en el programa El show del mediodía de Teledoce, en el cual fue asistente de conducción.
El próximo año, fue convocada para hacer una participación en la telenovela uruguaya de Teledoce, La oveja negra, y en la película 14 días en el paraíso. Ese mismo año comenzó a conducir Click en Nuevo Siglo TV.
En el año 2007 y 2008 participó en dos parodias dentro de El Show del Mediodía, una fue El Lolo, interpretando a Natalia, y la otra fue Los profesionales del espectáculo. Al otro año, participó en la película Mal día para pescar, encarnando a María Victoria.
En el 2011 tuvo un personaje recurrente en la ficción Adicciones. Al año próximo participó en la película La culpa del cordero, interpretando a Lydia. En el verano de 2012 y 2013 fue notera de dos programas de televisión. Uno fue Verano perfecto, programa de espectáculos del Uruguay, y otro fue Bien de verano, programa del mismo rubro, pero de la vecina orilla.
En el 2013 hizo su estreno en el teatro con Encadenados, donde hizo una gira por todo el país. En 2015 se estrenó el magazine de Teledoce, Desayunos informales, donde fue panelista por dos años, hasta el 2017.
A mediados de 2018, volvió a la televisión en Canal 4, para conducir el programa de viajes Modo avión. En diciembre estrenó el magacín matutino Vamo' arriba, junto a Gastón González y Federico Paz. Entre 2021 y 2022 doncujo el programa de concursos Los 8 escalones, en su versión famosos.En diciembre del 2022 anunció terminar la conducción de Vamo' arriba, con el objetivo de dedicarse al cuidado de su hija; su última aparición al aire el día 16, después de cuatro años presentando el programa.

## Vida personal
En mayo de 2019 se separó de su novio, Emiliano Álvarez, con quien mantuvo un noviazgo desde 2013.Sin embargo, en julio de 2020 decidieron retomar la relación. El 22 de noviembre de 2021 confirmó su primer embarazo, y el 1 de junio de 2022 nació su hija Emma.

## Filmografía

### Televisión
| Año       | Trabajo                           | Rol                     |
| --------- | --------------------------------- | ----------------------- |
| 2006-2008 | El show del mediodía              | Host assistant y Actriz |
| 2007-2015 | Click                             | Conductora              |
| 2007      | La oveja negra                    | Participación           |
| 2008      | El Lolo                           | Natalia                 |
| 2008      | Los profesionales del espectáculo | Participación           |
| 2011      | Adicciones                        | Recurrente              |
| 2012-2013 | Luxo                              | Recurrente              |
| 2012-2014 | Verano Perfecto                   | Movilera                |
| 2013      | Bien de Verano                    | Movilera                |
| 2015-2017 | Desayunos informales              | Panelista               |
| 2018-2019 | Modo avión                        | Conductora              |
| 2018-2022 | Vamo' arriba                      | Conductora              |
| 2021-2022 | Los 8 escalones - Edición Famosos | Conductora              |
| 2024      | ¿Quién es la máscara?             | Participante            |

### Cine
| Año  | Trabajo               | Rol            |
| ---- | --------------------- | -------------- |
| 2007 | 14 días en el paraíso | Rol menor      |
| 2009 | Mal día para pescar   | María Victoria |
| 2012 | La culpa del cordero  | Lydia          |

### Teatro
| Año  | Trabajo     | Rol          |
| ---- | ----------- | ------------ |
| 2013 | Encadenados | Protagonista |

## Premios y nominaciones
| Año  | Premios     | Categoría            | Trabajo nominado                           | Resultado |
| ---- | ----------- | -------------------- | ------------------------------------------ | --------- |
| 2013 | Premio Iris | Revelación en TV     | Verano perfecto                            | Ganadora  |
| 2016 | Premio Iris | Panelista            | Desayunos informales - Verano perfecto[18] | Nominada  |
| 2018 | Premio Iris | Comunicador en redes | Ella misma[19]                             | Nominada  |